# Shannonomyia (Shannonomyia) protuberans
Shannonomyia (Shannonomyia) protuberans is een tweevleugelige uit de familie steltmuggen (Limoniidae). De soort komt voor in het Neotropisch gebied.